# Jacobus Roelof Blaauw
Jacobus Roelof Blaauw (Gasselternijveen, 1 september 1911 - Rotterdam, 22 januari 1961) was een Nederlandse ingenieur en bedrijfsleider.

## Leven werk
Blaauw werd in 1911 geboren als zoon van de fabrieksopzichter Klaas Blaauw en van Frederika Bruinink. Zijn vader was opzichter bij aardappelmeelfabriek Oostermoer in Gasselternijveen en zou de eerste directeur van deze fabriek worden. Blaauw studeerde aan de Technische Hogeschool van Delft en behaalde daar in 1940 het diploma werktuigkundig ingenieur. In datzelfde jaar werd hij benoemd tot bedrijfsleider van de aardappelfabriek Oostermoer in Gasselternijveen en trad daarmee in het voetspoor van zijn vader. Hij vervulde deze functie tot 1948. In dat jaar kwam de nieuwbouw gereed van de bedrijfsgbouwen die deel uitmaken van het complex dat door de provincie is aangewezen als provinciaal monument. Deze uitbreiding werd ontworpen door twee van zijn broers, zijn tweelingbroer Hendrik Jan Blaauw (1911-1970) en zijn oudere broer Frederik Hendrik Blaauw (1908-1975), die samen een architectenbureau in Stadskanaal bezaten.
In 1948 verliet Blaauw Gasselternijveen en werd bedrijfsingenieur bij Heineken's Bierbrouwerij Maatschappij in Rotterdam. In 1958 werd hij hoofd van de Centrale Technische Dienst Nederland van dit bedrijf. Blaauw was naast zijn werk in Gasselternijveen secretaris-penningmeester van het avondvakonderwijs en naast zijn werk in Rotterdam was hij secretaris van het Departement Hillegersberg van de Maatschappij tot Nut van 't Algemeen.
Blaauw trouwde in 1940 met Elisabeth de Raat. Hij overleed in 1961 te Rotterdam op 49-jarige leeftijd.